# Departamento de Gualeguaychú
Departamento de Gualeguaychú är en kommun i Argentina.   Den ligger i provinsen Entre Ríos, i den centrala delen av landet, 160 km norr om huvudstaden Buenos Aires. Antalet invånare är 101 350. Arean är 7 086 kvadratkilometer.
Terrängen i Departamento de Gualeguaychú är platt.
Trakten runt Departamento de Gualeguaychú består i huvudsak av gräsmarker. Runt Departamento de Gualeguaychú är det glesbefolkat, med 15 invånare per kvadratkilometer.